# Acide perxénique
L'acide perxénique, de formule H4XeO6, est en réalité la solution aqueuse du tétraoxyde de xénon XeO4. C'est un agent oxydant très énergique et très acide, bien que plus faible que l'acide perchlorique dans l'eau :
H4XeO6 + H2O  {\displaystyle \rightleftharpoons }  H3O+ + H3XeO6−, pKa1 < 0
H3XeO6− + H2O  {\displaystyle \rightleftharpoons }  H3O+ + H2XeO62−, pKa2 = 4,29 ± 0,03, ΔH° = 0 ± 5 kJ·mol-1
H2XeO62− + H2O  {\displaystyle \rightleftharpoons }  H3O+ + HXeO63−, pKa3 = 10,81 ± 0,04, ΔH° = 3 ± 2 kJ·mol-1
HXeO63− + H2O  {\displaystyle \rightleftharpoons }  H3O+ + XeO64−, pKa4 > 14
L'acide perxénique est susceptible de former quatre types de sels, par exemple (en prenant les perxénates d'argent) :
- AgH3XeO6
- Ag2H2XeO6
- Ag3HXeO6
- Ag4XeO6

Cet acide n'est homologue d'aucun autre, mais le tétraoxyde de xénon peut être rangé avec le tétraoxyde d'osmium.